# شعب العلبة (بكيل المير)

تعديل مصدري - تعديل

شعب العلبة هي إحدى قرى عزلة صبران بمديرية بكيل المير التابعة لمحافظة حجة، بلغ تعداد سكانها 130 نسمة حسب تعداد اليمن لعام 2004.